# Cinéma libanais
Le cinéma libanais a produit son premier film en 1929 avec le premier long métrage, Aventures d’Elias Mabrouk de Giordano Pidutti.
Le premier cinema au Liban était à Douma.

## Histoire du cinéma libanais
Le premier film tourné à Beyrouth est intitulé Les Aventures d'Elias Mabrouk, de l'Italien Jordano Pidutti, en 1929-1930 ; ce film muet raconte l'histoire d'un émigré libanais qui revient au pays, selon Georges Sadoul auteur du Cinéma dans les pays arabes ; il a été projeté en 1932 en présence du premier ministre Auguste Dib au cinema-théâtre Empire. Il est tourné dans un palais de la famille Sursock, dans le café Raouché et dans des ruelles de la capitale.
En 1933, est réalisé le premier film libanais parlant, intitulé Dans les ruines de Baalbek, réalisé par Julio de Luca et Karam Boustany.
Les premiers films libanais étaient tournés suivant le modèle égyptien, qui était le plus répandu dans la région à l’époque.
Au cours des années 1950 et au début des années 1960, le cinéma libanais s’éloigne peu à peu du modèle égyptien, avec des films tels que Vers l'inconnu ? et Le Petit Étranger de Georges Nasser, tournés en 1958.
À la fin des années 1960 et au début des années 1970, le cinéma libanais s’interroge sur son identité politique et celle du pays auquel il appartient, le Liban. Beyrouth étant le cœur des conflits, elle est également le cœur des interrogations. Jusqu'au milieu des années 1970, l'industrie cinématographique au Liban était florissante avec un attrait commercial qui s'étendait aux pays arabophones voisins, car les films comprenaient de nombreuses stars de Cinéma égyptien, comme Paris et l'amour en 1972, avec Salah Zoulficar et Sabah .
Pendant la guerre du Liban (1975-1990), les structures de diffusion n’existent plus ou presque au Liban; le manque de financements pousse les cinéastes à travailler avec des producteurs étrangers. Et comme la guerre accapare l'attention du peuple, elle est le seul sujet des films de cette époque. Au cours des années de la guerre, des cinéastes tentent d’apporter leur témoignage, influencé souvent par leur choix et leur horizon politique de l’époque.
Après cette époque troublée par la guerre, on trouve des films dont les contributeurs cherchent l’évasion, s’inspirant de la force de la jeunesse et du l’humour. D’autres films prennent pour sujet les victimes et les disparus de la guerre civile,.
En 2005 la Libanaise Jocelyne Saab signe avec Dunia un superbe « hymne polymorphe à la vie » et à la sensualité de la culture et de la poésie orientale, liée au soufisme, qui met en scène une jeune femme qui tente de devenir danseuse professionnelle au Caire et qui questionne la liberté amoureuse et la poésie orientale.

## Festivals
Le Festival du film libanais (Lebanese Film Festival) est un festival de cinéma annuel, qui se tient à Beyrouth (Liban).

## Films
De nombreux films libanais ont vu le jour, même durant la guerre civile, aussi bien des courts, moyens et longs métrages.

### Années 1929-1990
- Aventures d’Elias Mabrouk de Giordano Pidutti (1929)
- Le Petit Étranger de Georges Nasser (1958)
- Vers l'inconnu ? de Georges Nasser (1958)
- Biya el-Khawatim (Le Vendeur de bagues) de Youssef Chahine (1965)
- Safar Barlik (L'exil), d’Henri Barakat (1967)
- Bint Al Hares (La Fille du gardien) d’Henri Barakat (1968)
- Affiche contre affiche de Borhane Alaouié (1971, court métrage)
- Forrière de Borhane Alaouié (1971, moyen métrage)
- Paris et l’amour (Paris wal Hubb) (1972)
- Bayrouth ya Bayrouth (Beyrouth oh Beyrouth) de Maroun Bagdadi (1975)
- Il ne suffit pas que Dieu soit avec les pauvres de Borhane Alaouié (1978)
- La rencontre (ou Beyrouth la rencontre) de Borhane Alaouié (1981)
- Terra Incognita de Ghassan Salhab (1982)
- La lettre du temps de guerre (documentaire) de Borhane Alaouié (1984)
- Une vie suspendue de Jocelyne Saab (1985)
- The Land of Honey and Incense (documentaire) de Maroun Bagdadi (1987)
- L'Homme voilé de Maroun Bagdadi (1987)
- Risala… min zamen l harb de Borhane Alaouié (1987)
- Médecins des hommes (documentaire) de Maroun Bagdadi (1988)
- Vol libre au Liban de Philippe Aractingi (1990)

### Années 1991-2000
- Hors la vie de Maroun Bagdadi (1991)
- Écrans de sable de Randa Chahal Sabbag (1991)
- La Fille de l'air de Maroun Bagdadi (1992)
- Par le regard des mères de Philippe Aractingi (1992)
- Guerre du Golfe… et après (Harb el Khalij… wa baad) de Borhane Alaouié (1993)
- Beyrouth de pierres et de mémoires de Philippe Aractingi (1993)
- Il était une fois Beyrouth de Jocelyne Saab (1994)
- Nos guerres imprudentes de Randa Chahal Sabbag (1995)
- Taxi Service de Elie Khalifé & Alexandre Monnier (1996, 13 min)
- Les Infidèles de Randa Chahal Sabbag (1997)
- La Dame de Saigon de Jocelyne Saab (1997)
- Le rêve de l’enfant acrobate de Philippe Aractingi (1997)
- Beyrouth Fantôme de Ghassan Salhab (1998)
- Merci Natex de Elie Khalifé & Alexandre Monnier (1996, 15 min)
- Wayn yo d'André Chamas (1998, 13 min)
- West Beyrouth de Ziad Doueiri (1998)
- Civilisées de Randa Chahal Sabbag (1999)
- Autour de la maison rose de Joana Hadjithomas et Khalil Joreige (1999)
- La Douche de Michel Kammoun (1999, 10 min)
- Voyage en terre bio de Philippe Aractingi (2000)
- A l'ombre de la ville de Jean Chamoun (2000)
- Comme je t'aime d’Akram Zaatari (2000)
- Don't walk de Joana Hadjithomas et Khalil Joreige (2000)
- Khiam de Joana Hadjithomas et Khalil Joreige (2000)
- L'Homme qui marche sur l'autre côté de la rue d’Elias Chahine (2000, 27 min)
- Seule avec la guerre de Danielle Arbid (2000)

### Années 2001-2005
- Al Zanzoun d’Amani Abou Alwan (2001, 21 min)
- Elle + Lui Van Leo d’Akram Zaatari (2001, 32 min)
- Quand Myriam dit ça d’Assad Fouladakar (2001)
- Quand Myriam s'est dévoilée d’Assad Fouladakar (2001, 98 min)
- Ronde de Joana Hadjithomas et Khalil Joreige (2001)
- Jalla ! Jalla ! de Josef Fares (2002)
- Aux frontières de Danielle Arbid (2002)
- Dommage de Jad Abi Khalil (2002, 19 min)
- Entre-temps à Beyrouth de Merdad Antoine Hage (2002, 29 min)
- Globalisation d’Abdel Raheem Awjeh (2002)
- La robe de la mariée de Zeina Fathallah (2002, 15 min)
- Le Faiseur de pluie de Mounir Haydamous (2002, 15 min)
- Le Vent de Beyrouth de Fouad Alaywan (2002, 15 min)
- Lettre à Francine de Fouad El Khoury (2002, 42 min)
- Mabrouk al-Tahrir de Dalia Fathallah (2002, 59 min)
- Martine et Alia de Nadim Tabet (2002)
- Mawawil de Tatiana Sikias (2002, 20 min)
- Cops de Josef Fares (2003)
- Cendres de Joana Hadjithomas et Khalil Joreige (2003, 26 min)
- Elie Feyrouz de Cynthia Chouair (2003, 29 min)
- Greyscale d’Amin Dora (2003)
- La maison de mon père de Leila Kanaan (2003, 21 min)
- Le film perdu de Joana Hadjithomas et Khalil Joreige (2003)
- Le Liban à travers le cinéma de Hadi Zaccak (montage) (2003, 15 min)
- Les photos de Leyla de Pierre Salloum (2003, 21 min)
- Non métrage libanais de Ghassan Koteit et Wissam Smayra (2003, 11 min)
- Sans titre pour plusieurs raisons de Roy Samaha (2003, 11 min)
- Le Cerf-volant de Randa Chahal Sabbag (2003)
- Dans les champs de bataille de Danielle Arbid (2004)
- Van Express de Elie Khalifé (2004, 21 min)
- Bosta (l'autobus) de Philippe Aractingi (2005, 110 min)
- Ce sera beau de Wael Nourredine (2005)
- Dunia de Jocelyne Saab (2005)
- From Beyrouth with love de Wael Nourredine (2005)
- Massaker de Lokman Slim et Monika Borgmann (2005)
- Zozo de Josef Fares (2005)

### Années 2006-2020
- Massaker de Monika Borgmann et Lokman Slim (2006)
- De ma fenêtre, sans maison... de Maryanne Zéhil (2006)
- Khalas de Borhane Alaouié (2006)
- A perfect day de Joana Hadjithomas et Khalil Joreige (2006)
- Falafel de Michel Kammoun (2006)
- July trip de Wael Nourredine (2006)
- Le dernier homme de Ghassan Salhab (2006)
- Open the door please de Joana Hadjithomas et Khalil Joreige (2006)
- Sous les bombes de Philippe Aractingi (2006, 98 min)
- Je veux voir de Joana Hadjithomas et Khalil Joreige (2007)
- Leo de Josef Fares (2007)
- Khiam 2000-2007 de Joana Hadjithomas et Khalil Joreige (2008)
- Zone Frontalière de Christophe Karabache (2007, 45 min)
- Caramel de Nadine Labaki (2007)
- Un Homme perdu de Danielle Arbid (2007)
- Tous les deux (Both) de Bass Bre’che (2007, 11 min)
- Une chanson dans la tête de Hany Tamba (2008)
- Beirut Kamikaze de Christophe Karabache (2010)
- Yanoosak de Elie Khalifé & Alexandre Monnier (2010)
- Beirut Skinhead Movement de Khaled Ramadan et Joanne Nucho (2010)
- Et maintenant, on va où ? de Nadine Labaki (2011)
- Too Much Love Will Kill You (film) de Christophe Karabache (2012)
- Blind Intersections de Lara Saba (2013)
- Palmyre (film) de Lokman Slim et Monika Borgmann (Liban) (2016)
- Tramontane de Vatche Boulghourjian (2017)
- L'Insulte de Ziad Doueiri (2017)
- Heaven Without People de Lucien Bourjeily (2017)
- Capharnaüm de Nadine Labaki (2018)
- Liban 1982 de Oualid Mouaness (2019)
- Loin de chez nous (film) de Wissam Tanios (2020)

### Années 2021-2023
- Alephia 2053 de Jorj Abou Mhaya (2021)
- Costa Brava, Lebanon de Mounia Akl (2021)
- Face à la mer de Ely Dagher (2021)
- Memory Box de Khalil Joreige et Joana Hadjithomas (2021)
- La Nuit du verre d'eau de Carlos Chahine (2022)
- Dirty Difficult Dangerous de Wissam Charaf (2023)

## Réalisateurs
- Georges Nasser (1927-2019)
- Mohamed Salmane (1925 - 1997) : il s'agit du réalisateur libanais qui a mis en scène, jusqu'à ce jour, le nombre le plus élevé de films (notamment de divertissement)
- Samir Al Ghousayni  (décédé en 2003)
- Christian Ghazi (1934-2013)
- Borhane Alaouié (1941-2021)
- Heiny Srour (1945-)
- Jocelyne Saab (1948-2019)
- Bahij Hojeij (1948-), réalisateur du film Que vienne la pluie, « Perle noire » du meilleur long métrage arabe au Festival d'Abou Dhabi 2010
- Philippe Aractingi (1950-1993)
- Maroun Bagdadi (1950-1993)
- Randa Chahal Sabbag (1953-2008)
- Jean Daoud (1955-)
- Ghassan Salhab (1958-)
- Jalal Toufic (1962-)
- Ziad Doueiri (1963-)
- Ghassan ٍSalhab (1964-)
- Philippe Aractingi (1964-)
- Daizy Gedeon (en) (1965-
- Robert Eid (1967-)
- Joana Hadjithomas (1969-)
- Khalil Joreige (1969-)
- Michel Kammoun (en)	(1969-)
- Maryanne Zéhil (1970 ? -)
- Élie Yazbek (1971-)
- Carmen Labaki (en) (1971-)
- Mirna Khayat (en) (1973-)
- Nadine Labaki (1974-)
- Fadi Haddad (en) (1974-)
- Ziad Touma (en) (1974-)
- Josef Fares (1977-)
- Omar Naim (1977-)
- Darine Hamze (1978-)
- Christophe Karabache (1979-)
- Nadim Tabet (en) (1982-)
- Ely Dagher	(1985-)
- Lara Saba
- Hany Tamba
- Jihane Chouaib[6],[7]
- Rania Attieh, réalisatrice, avec Daniel Garcia, du film "Tayeb, Khalas, Yalla" (Titre français: "OK, c'est assez, au revoir")  Prix du meilleur film arabe au Festival d'Abou Dhabi 2010
- Zayn Alexander (en)
- Hisham Bizri (en)
- Lucien Bourjeily (en)
- Bassem Breish (en)
- Farah Al-Hashem (en)
- Leila Kanaan (en)
- Mazen Khaled (en)
- Elia Petridis (en)
- Maryanne Zéhil
- Sylvio Tabet (en)

## Acteurs
- Aouni Kawas
- Hassan Mrad
- Fouad Naïm
- Karim Saleh

## Actrices
- Nadine Labaki
- Flavia Béchara
- Sabah
- Suzanne Tamim
- Darina Al Joundi
- Carole Samaha

### Listes et catégories
- (en) Films A-Z, Films (chronologie)
- Liste des longs métrages libanais proposés à l'Oscar du meilleur film en langue étrangère
- (en) Réalisateurs, Scénaristes, Compositeurs, Acteurs